# Casa de Seymour
A Casa de Seymour ou St. Maur é o nome de uma antiga família inglesa na qual vários títulos de nobreza foram criados de tempos em tempos, e da qual o Duque de Somerset é o chefe.

## Origens
A família se estabeleceu em Monmouthshire no século XIII. A forma original do nome "Seymour", que foi retomada pelos duques de Somerset do início do século XIX até 1923, parece ter sido St. Maur, do qual William Camden diz que Seymour era uma corruptela posterior. Parece que por volta do ano 1240 Gilbert Marshal, Conde de Pembroke, ajudou William St. Maur a conquistar um lugar chamado Woundy (hoje Undy), perto de Caldicot em Monmouthshire, dos galeses. Woundy e Penhow, onde ele fixou residência, eram propriedade de Sir Richard St. Maur no final do século XIII, mas foram perdidas pela família através do casamento da tataraneta de Sir Richard, filha única de John St. Maur, que morreu em 1359. O irmão mais novo de John St. Maur, Roger, casou-se com Cecily de Beauchamp (falecida em 1393), uma das filhas e eventuais co-herdeiras de John III de Beauchamp, 2.º Barão Beauchamp (1306-1343), barão feudal de Hatch Beauchamp em Somerset, que trouxe para seu marido a maior parte das extensas propriedades de seu pai em Somerset, Devon, Buckinghamshire e Suffolk. O filho mais velho deste casamento foi Sir William St. Maur (falecido em 1390), ou Seymour (a forma modernizada do nome parece ter entrado em uso por volta desta data), que era um assistente do Black Prince e que morreu durante a vida de sua mãe, deixando um filho, Roger St Maur (c. 1366-1420), que herdou as propriedades de sua avó e as acrescentou ao se casar com Maud Esturmy, filha de Sir William Esturmy (falecido em 1427) de Wolf Hall, Wiltshire.

## Sir Michael Seymour
Durante as três ou quatro gerações seguintes, a riqueza e a importância dos Seymours nos condados ocidentais aumentaram, até que, durante os reinados de Henrique VII e Henrique VIII, Sir John Seymour de Wolf Hall se tornou uma figura importante nos assuntos públicos. Ele teve um papel ativo na supressão da Rebelião da Cornualha de 1497 ; e depois acompanhou Henrique no Campo do Pano de Ouro e na ocasião da visita do imperador Carlos V à Inglaterra em 1522. O mais velho de seus dez filhos foi Edward Seymour, 1.º Duque de Somerset, o famoso Protetor no reinado de Eduardo VI ; seu terceiro filho foi Thomas Seymour, Barão Seymour de Sudeley; e sua filha mais velha, Jane, foi a terceira esposa do Rei Henrique VIII e mãe de Eduardo VI. O Protetor foi casado duas vezes; e, provavelmente devido ao adultério de sua primeira esposa, a quem ele repudiou por volta de 1535, seus títulos e propriedades foram vinculados primeiro na questão de seu segundo casamento com Anne, filha de Sir Edward Stanhope.
O filho mais velho sobrevivente do Protetor de seu primeiro casamento, Sir Edward Seymour (falecido em 1593), cavaleiro de Berry Pomeroy, Devon, era pai de Sir Edward Seymour (falecido em 1613), que foi criado baronete em 1611; e o título de baronete então desceu por seis gerações de pai para filho, todos os quais foram chamados Edward, até que, em 1750, com o fracasso dos herdeiros do Protetor de seu segundo casamento, Sir Edward Seymour, 6º baronete de Berry Pomeroy, sucedeu ao ducado de Somerset. O terceiro baronete, em cuja época a propriedade da família em Berry Pomeroy foi saqueada e queimada pelos Cabeças Redondas, tinha um irmão mais novo, Henry (1612–1686), que foi um assistente pessoal próximo do Príncipe Charles durante a Guerra Civil e levou a última mensagem do príncipe ao seu pai, Charles I, antes da execução deste último. Henrique Seymour continuou a servir Carlos II no exílio e, na Restauração, recebeu vários cargos valiosos do rei. Em 1669, ele comprou a propriedade de Langley em Buckinghamshire, onde viveu até sua morte em 1686. Em 1681, seu filho Henry, com sete anos de idade, foi criado baronete.

## Sir Edward Seymour, 4.º Baronete
Sir Edward Seymour, 4.º Baronete (1633–1708), presidente da Câmara dos Comuns, foi eleito membro do parlamento por Gloucester em 1661, e sua influência na Corte, juntamente com suas habilidades naturais, garantiram-lhe uma posição de peso na Câmara dos Comuns. Ele foi nomeado para o lucrativo cargo de tesoureiro da Marinha; e em 1667 moveu o impeachment de Lorde Clarendon, que ele levou à Câmara dos Lordes . Em 1672, foi eleito presidente da Câmara, cargo que desempenhou com distinção até 1679, quando, após ter sido reeleito por unanimidade, o rei se recusou a confirmar a escolha dos Comuns. Com a ascensão de Jaime II, Seymour se opôs corajosamente às medidas arbitrárias da Coroa; e na revolução ele aderiu ao Príncipe de Orange. Em 1691, ele se tornou lorde do tesouro, mas perdeu seu lugar três anos depois. Ele participou ativamente da oposição conservadora aos ministros Whig de William; e nos últimos anos ele não foi menos hostil aos da Rainha Anne, mas devido à ascensão de Marlborough, ele perdeu toda a influência por algum tempo antes de sua morte, que ocorreu em 1708. Seymour não era menos arrogante que seu parente, o orgulhoso Duque de Somerset; mas ele foi descrito por Burnet como o homem mais capaz de seu partido, o primeiro presidente da Câmara dos Comuns que não foi criado para a lei; um homem elegante, ousado e rápido, e de alta linhagem. Sir Edward Seymour foi casado duas vezes. De sua primeira esposa, ele teve dois filhos, Edward, 5º baronete, cujo filho Edward se tornou o 8º duque de Somerset, e William, que se tornou tenente-general; de sua segunda esposa, uma filha de Alexander Popham de Littlecote House, ele teve seis filhos, o mais velho dos quais, Popham, ao suceder nas propriedades do primo de sua mãe, Edward, Conde de Conway, assumiu o nome de Conway, além do de Seymour. Popham foi morto em um duelo com o Coronel Kirk em 1669, e suas propriedades foram transferidas para seu irmão mais novo, Francis, que também assumiu o nome de Conway e, tendo sido criado Barão Conway em 1703, foi pai de Francis Seymour Conway (1719–1794), criado Marquês de Hertford em 1793, e do marechal de campo Henry Seymour Conway.

## Edward Seymour, 1.º Conde de Hertford
O filho mais velho do segundo casamento do Protetor, Edward Seymour (1537–1621), foi dispensado por ato do parlamento durante o reinado da Rainha Mary do attainder passado a seu pai em 1551, e foi nomeado Barão Beauchamp e conde de Hertford em 1559. Em 1560, ele se casou secretamente com Lady Catherine Grey, segunda filha de Henry Grey, 1.º Duque de Suffolk, e irmã de Lady Jane Grey, pretendente à coroa como bisneta de Henrique VII, após cuja morte Catarina se tornou a próxima na sucessão ao trono, depois da Rainha Elizabeth, sob o testamento de Henrique VIII . Por esse motivo, ambas as partes do casamento incorreram no desagrado da Rainha Elizabeth; eles foram presos na Torre de Londres, e o fato de seu casamento, juntamente com a legitimidade de seus dois filhos, foi negado. O mais velho desses filhos foi Edward Seymour (1561–1612), denominado Lord Beauchamp, apesar da questão quanto à sua legitimidade, que em 1608 obteve uma patente declarando que, após a morte de seu pai, ele se tornaria conde de Hertford. Ele, no entanto, morreu antes de seu pai, deixando três filhos, um dos quais, William, tornou-se 2º duque de Somerset; e outro, Francis, foi criado Barão Seymour de Trowbridge em 1641. Este último inicialmente participou ativamente da oposição na Câmara dos Comuns ao governo de Carlos I, tendo sido eleito membro por Wiltshire em 1620. Ele representou o mesmo eleitorado tanto no Parlamento Curto quanto no Longo; e se recusou a pagar o imposto de embarque em 1639. Quando, no entanto, o partido popular tomou medidas mais extremas, Francis Seymour recusou seu apoio e foi recompensado sendo elevado à nobreza; ele votou na Câmara dos Lordes contra o conquistador de Strafford e, em 1642, juntou-se a Charles em York e lutou no lado monarquista durante a Grande Rebelião. Ele morreu em 1664. Seu neto Francis, 3.º barão, sucedeu no ducado de Somerset em 1675; e com a morte de seu sobrinho Algernon, 7.º duque de Somerset, em 1750, a linhagem masculina do Protetor por seu segundo casamento foi extinta, e o ducado voltou à linhagem mais velha, com o 6.º baronete de Berry Pomeroy se tornando o 8.º duque de Somerset.

## Henry Seymour
Henry Seymour (1729–1805), filho do irmão do 8.º duque de Somerset, Francis, foi eleito para a Câmara dos Comuns em 1763; em 1778 ele foi para a França e fixou residência em Prunay, perto de Versalhes, tornou-se amante de Madame du Barry, muitas de cujas cartas para ele foram preservadas em Paris. Ele foi casado duas vezes e, além de filhos de ambas as esposas, deixou uma filha ilegítima, Henriette Felicity, que se casou com Sir James Doughty-Tichborne, de quem foi mãe de Roger Tichborne, personificado em 1871 pelo famoso impostor Arthur Orton.

## Lorde Hugh Seymour
Lorde Hugh Seymour (1759–1801), filho mais novo de Francis Seymour-Conway, marquês de Hertford, foi um distinto oficial naval que prestou muito serviço ativo, especialmente sob o comando de Lorde Howe, em cuja famosa ação em 1 de junho de 1794 ele teve um papel notável. Seu filho, Sir George Francis Seymour (1787–1870), almirante da frota, começou sua carreira naval servindo sob o comando de Nelson ; em 1818, tornou-se sargento de armas na Câmara dos Lordes, cargo que manteve até 1841, quando foi promovido ao posto de contra-almirante e nomeado lorde do almirantado; seu filho mais velho, Francis George Hugh Seymour (1812–1884), sucedeu seu primo Richard Seymour-Conway como 5.º marquês de Hertford em 1870. O filho mais novo de Lord Hugh Seymour, Sir Horace Beauchamp Seymour, era pai de Frederick Beauchamp Paget Seymour, Barão Alcester.

## Sir Michael Seymour
Diz-se que um ramo mais jovem da grande casa de Seymour se estabeleceu na Irlanda durante o reinado de Elizabeth, da qual Sir Michael Seymour, 1.º Baronete (1768–1834), alegou descender. Sir Michael, como muitos outros de seu nome, foi um oficial da Marinha, onde prestou serviços de destaque na última década do século XVIII. Ele perdeu um braço na ação de Howe em 1º de junho de 1794; e entre 1796 e 1810, como comandante do Spitfire e, posteriormente, do Amethyst, ele capturou um grande número de prêmios dos franceses no Canal da Mancha. Em 1809 foi criado baronete . Seymour tornou-se contra-almirante em 1832 e morreu dois anos depois, enquanto estava no comando da estação sul-americana. Seu filho, Sir Michael Seymour (1802–1887), entrou para a Marinha em 1813 e alcançou o posto de contra-almirante em 1854, ano em que serviu sob o comando de Sir Charles Napier no Mar Báltico durante a guerra com a Rússia. Em 1856, ele estava no comando da estação da China e conduziu as operações decorrentes do caso da Flecha de Lorcha ; ele destruiu a frota chinesa Qing em junho de 1857, tomou Cantão em dezembro e, em 1858, capturou os fortes no Pei Ho (Rio Hai), obrigando o governo chinês a consentir com o Tratado de Tientsin. Em 1864 ele foi promovido ao posto de almirante. O almirante Sir Edward Hobart Seymour era sobrinho de Sir Michael Seymour (1802–1887).

## Descida da propriedade

### Esturmy

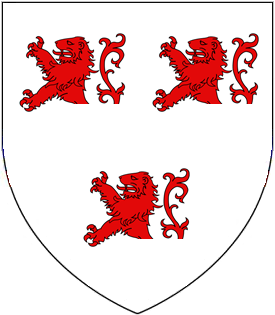
Brasão de Esturmy

Wilhelmina, Duquesa de Cleveland (1819–1901), em sua obra de 1889 , The Battle Abbey Roll with some Account of the Norman Lineages, escreveu sobre a família Esturmy, que possuía as propriedades de Tottenham, Wulfhall e a Floresta Savernake. 
Sir William Esturmy (c. 1356 – 1427)  ) foi um presidente da Câmara dos Comuns, um cavaleiro do Condado e um guardião hereditário da floresta real de Savernake Forest. Ele era filho de Geoffrey Sturmy (falecido em 1381) e sobrinho e herdeiro de Sir Henry Sturmy de Wolfhall. Ele herdou em 1381 e foi nomeado cavaleiro em outubro de 1388. Ele ocupou o cargo de guardião hereditário da Floresta Savernake de 1381 a 1417 e de 1420 até sua morte em 1427. Ele serviu como cavaleiro do condado de Hampshire em 1384 e novamente em 1390, e também oito vezes por Wiltshire e duas vezes por Devon entre então e 1422. Ele foi eleito presidente da Câmara dos Comuns em 1404. Ele foi nomeado Alto Xerife de Wiltshire em 1418. Ele ocupou vários cargos públicos e serviu diversas vezes como embaixador no exterior. Ele se casou com Joan Crawthorne, a viúva de Sir John Beaumont de Shirwell e Saunton em North Devon, de quem não teve descendência masculina, apenas duas filhas e co-herdeiras, incluindo Maud Esturmy, esposa de Roger II Seymour (c.1367/70-1420),  baronia feudal de Hatch Beauchamp em Somerset, de quem teve um filho John Seymour (falecido em 1464). Ele morreu em Wolfhall em 1427.

### Seymour

Brasão de Seymour

A família Seymour (antigamente de St. Maur ) foi registrada pela primeira vez sentada no Castelo de Penhow, em Glamorgan, no século XII. A igreja paroquial de Penhow é dedicada a São Maurício.
Roger Seymour (c. 1367/70 – 1420), que se casou com Maud Esturmy ( também conhecida como Esturmi, etc.), filha e co-herdeira de Sir William Esturmy (falecido em 1427), de Wolfhall em Wiltshire, presidente da Câmara dos Comuns e diretor hereditário da Floresta Savernake em Wiltshire. Após a herança de sua esposa, ele mudou sua sede principal de Undy para Wolfhall.
Seu filho e herdeiro foi Sir John Seymour (c. 1395/1402 – 1464), de Wulfhall em Savernake Forest, e de Hatch Beauchamp. Ele serviu como membro do Parlamento em 1422 e Cavaleiro do Condado de Wiltshire em 1435, 1439 e 1445  Ele também foi Alto Xerife de Wiltshire em 1431-1432. 
Ele foi sucedido por John Seymour (falecido em 1491), seu neto e herdeiro; e depois por Sir John Seymour (1474–1536), o filho mais velho, nomeado cavaleiro em 1497 após a Batalha de Deptford Bridge, pai da Rainha Jane Seymour (1508–1537).

O filho mais velho e herdeiro de John foi Edward Seymour, 1.º Duque de Somerset (c. 1500 – 1552), tio do Rei Edward VI e Lorde Protetor da Inglaterra. Em 1536 foi criado Visconde Beauchamp de Hache  e em 1537 foi criado Conde de Hertford. Em 1531 ele serviu como xerife de Somerset e durante esse tempo provavelmente residiu em Hache Court.  Thomas Gerard, na sua "Descrição de Somerset" (1633), escreveu o seguinte: 
"A mansão onde este nobre viveu, que fui ver, está tão arruinada que, se não fosse chamada de Hach Court, você não acreditaria que fosse qualquer um dos restos da casa de um barão. No entanto, vi no Hall Beauchampes Armes e em uma pequena capela no topo da casa de Seymer, Winges "Or" em um escudo vermelho, e indo um pouco mais adiante até a igreja para ver alguns monumentos, não encontrei nenhum, a igreja tendo sido construída há muito tempo, desde a época de Beauchamps".
O duque foi executado em 1552 por crime grave, por ordem de seu sobrinho, o rei Eduardo VI, e foi absolvido pelo Parlamento logo depois, quando todos os seus títulos foram perdidos.
Foi provavelmente Edward Seymour, 1.º Conde de Hertford (1539–1621), filho e herdeiro do 1º Duque, da vizinha Wulfhall, que por volta de 1575 construiu a primeira Tottenham House, então conhecida como Totnam Lodge, e fechou as terras ao redor para formar um parque de veados.  Os Seymours eram guardiões hereditários da Floresta Savernake, cargo que, juntamente com a maioria de suas propriedades em Wiltshire, havia sido herdado por casamento com a filha e herdeira de Sir William Esturmy (falecido em 1427), de Wulfhall. Eles também eram guardiões hereditários da floresta real de Savernake.  A casa ainda era conhecida como Lodge em 1623, ano em que o registro paroquial de Great Bedwyn registra o batismo da bisneta do 1º conde, Frances Seymour, que foi realizado "no Lodge no Great Parke por Henrie Taylor, vigário de Great Bedwin". 
William Seymour, 2.º Duque de Somerset (1587–1660), neto, herdou as propriedades após a morte de seu avô, o 1.º Conde, sendo que seu pai faleceu antes deste último. Seu neto, William Seymour, 3.º Duque de Somerset (1652–1671) herdou aos 8 anos de idade e morreu aos 19 anos, quando seu herdeiro se tornou seu tio John Seymour, 4.º Duque de Somerset (1629–1675). No entanto, o herdeiro das suas propriedades em Hampshire, nomeadamente a Abadia de Netley (onde o 1º Conde morreu) e Hound , era sua irmã Elizabeth Seymour, esposa de Thomas Bruce, 2.º conde de Ailesbury, que logo foram vendidos em 1676 ao Marquês de Worcester. 
John Seymour, 4.º Duque de Somerset (1629–1675), tio, herdou a propriedade em 1671 após a morte do 3.º Duque, e em 1672 ele reconstruiu Totnam Lodge e redesenhou o parque de veados, que naquela data incluía longas caminhadas arborizadas e uma "perseguição" de veados.  Ele morreu em 1675, aos 46 anos, apenas três anos depois de ter iniciado a reconstrução. Não tendo filhos e enfrentando a possibilidade de o ducado passar por lei para seu primo em primeiro grau e herdeiro masculino, o 5.º Duque, que estava sentado no Castelo de Marlborough em Wiltshire, ele legou as propriedades não vinculadas de Seymour para sua sobrinha Elizabeth Seymour.  a esposa de Thomas Bruce, 2.º Conde de Ailesbury (1656–1741), e assim as propriedades de Seymour passaram para a família Bruce.

### Bruce

Brasão de Bruce

O filho e herdeiro de Elizabeth Seymour foi Charles Bruce, 3.º Conde de Ailesbury (falecido em 1747), de Houghton House, na paróquia de Maulden, em Bedfordshire, que em 1721 reconstruiu Totnam Lodge de acordo com o projeto de seu cunhado, o pioneiro arquiteto palladiano Lorde Burlington. Henry Flitcroft foi o arquiteto executante.  O terceiro conde acrescentou alas ao bloco de Burlington na década de 1730 e também construiu em 1743 uma casa de banquetes no parque, de acordo com o projeto de Burlington (demolida em 1824).  Em 1746, um ano antes da morte do 3º Conde, que não tinha filhos homens, ficou claro que, com sua morte, o Condado de Ailesbury seria extinto e seu outro Condado de Elgin passaria para um primo distante e seu herdeiro homem . No entanto, ele tinha liberdade para dispor das antigas propriedades de Seymour como quisesse. Ele persuadiu o rei a criá-lo Barão Bruce de Tottenham, com legado especial para seu sobrinho mais novo, o Honorável Thomas Brudenell (1739–1814), 4º filho de George Brudenell, 3.º Conde de Cardigan (1685–1732) com sua esposa Elizabeth Bruce, a quem ele também legou suas propriedades com a condição de que adotasse o sobrenome adicional de Bruce, criando assim uma nova família nobre com o dobro do nome Bruce, para continuar a custódia das terras de Seymour.

### Brudenell

Brasão de Brudenell

Com a morte do 3.º conde, em 1747, seu sobrinho de 8 anos, Thomas Brudenell, tornou-se Thomas Brudenell-Bruce, 2.º Barão Bruce de Tottenham, tendo herdado a baronia, as propriedades e a tutela da Floresta Savernake. Em 1776, o Rei George III o nomeou Conde de Ailesbury. Em 1814, ele foi sucedido por seu filho Charles Brudenell-Bruce, 2.º Conde de Ailesbury (1773–1856).
Charles Brudenell-Bruce, 2.º Conde de Ailesbury (1773–1856) adicionou estábulos em 1818 ao projeto de Thomas Cundy II. Em 1821, ele recebeu mais três títulos: Visconde Savernake, Conde Bruce e Marquês de Ailesbury. Em 1823-1826, ele ampliou e remodelou a casa, novamente com projetos de Thomas Cundy. 
George Brudenell-Bruce sucedeu aos títulos de seu pai em 1856. Uma grande igreja para a propriedade, St Katherine's, foi construída 0,6 milhas (1 km) ao norte da casa em 1861 por TH Wyatt para a marquesa, Mary Caroline (nascida Herbert). 